# San Isidro, Davao Oriental

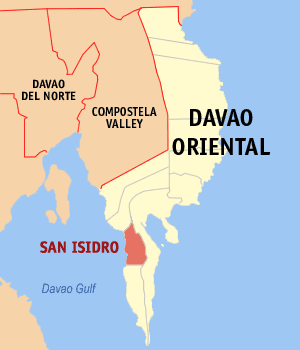
Bản đồ của Davao Oriental với vị trí của San Isidro

San Isidro là một đô thị hạng 4 ở tỉnh Davao Oriental, Philippines. Diện tích đất là 205 km². Theo điều tra dân số năm 2000, đô thị này có dân số 31.705 người trong 6.117 hộ.

## Các đơn vị hành chính
San Isidro được chia thành 16 barangay.
| - Baon - Bitaogan - Cambaleon - Dugmanon - Iba - La Union - Lapu-lapu - Maag | - Manikling - Maputi - Batobato (Pob.) - San Miguel - San Roque - Santo Rosario - Sudlon - Talisay |